# ルキウス・ウィテッリウス

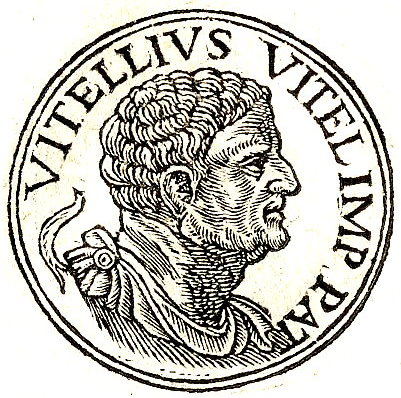
ルキウス・ウィテッリウス

ルキウス・ウィテッリウス・ウェテリス（ラテン語：Lucius Vitellius Veteris、紀元前5年以前 ? - 51年）は、ローマ帝国ユリウス＝クラウディウス朝期の政治家である。34年、43年、47年の執政官である（アグリッパからウェスパシアヌスの間で、3度にわたり執政官に選出されたのは、元首以外では彼のみである）。

## 略歴
父はクァエストル（財務官）を務めたプブリウス・ウィッテリウスであり、4人の兄弟の末の弟に当たる。ティベリウス帝治世下の34年に執政官に選出され、35年からシリア属州総督となった。36年からユダヤ属州総督であったポンティウス・ピラトゥスの後任としてユダヤ属州を治めた。カリグラ在位時は、彼を神と崇め機嫌を取った。
クラウディウス帝の王妃メッサリナからも信任を得て、43年と47年に再び執政官となった。皇帝のブリタニア遠征中は、ローマを任され、メッサリナが失脚して、小アグリッピナがクラウディウスの王妃となった後も影響力を維持し、48年（49年とも）にはケンソル（監察官）となった。しかし、元老院から反逆罪で告発され、訴訟中の51年に脳卒中で死去した。死後、ウィテッリウスへの告訴は取り下げられ、国葬とされた。
ウィテッリウスには2人の息子がおり、アウルスは69年に皇帝へ即位、同名のルキウスは48年に執政官へ選出された。